# Worms Revolution
Worms Revolution es un videojuego de estrategia por turnos desarrollado por Team17 y forma parte de la serie Worms. Fue lanzado en PlayStation 3, Windows a través de Steam y Xbox 360 en octubre de 2012. Una versión de OS X fue lanzada el 6 de junio de 2013. Una versión de PlayStation Vita incluyendo los tres packs descargables lanzados anteriormente y titulado Worms Revolution Extreme fue lanzado el 8 de octubre , 2013. Esta versión del juego se incluyó como parte de un paquete promocional junto con el sistema PlayStation TV . Al igual que los juegos anteriores de la serie, el juego se representa con un motor 2.5D totalmente nuevo. Hay modos de un solo jugador y multijugador con hasta cuatro jugadores en línea o local hotseat. El juego fue retirado de Xbox Live Arcade el 2 de junio de 2015.

## Gameplay
La jugabilidad sigue a la jugabilidad tradicional de la serie, en la que los equipos de gusanos se turnan para usar una variedad de armas y objetos con el fin de eliminar a los equipos adversarios. El juego se presenta ahora en un estilo 2.5D, con la jugabilidad 2D clásica presentada con imágenes en 3D. Nuevo en el juego es un mayor énfasis en la física dinámica. A diferencia de los juegos previos en los que el agua se limitaba al fondo del escenario, ahora hay varias áreas a lo largo del nivel donde se pueden encontrar charcos de agua. Al volar el medio ambiente, los jugadores pueden saltar el agua y mojar a los oponentes. Estar cubierto hará que los gusanos se ahogan poco a poco en lugar de morir al instante, aunque caer en el fondo del escenario todavía causará la muerte instantánea. Nuevas armas, como la pistola de agua, también incorporan estas física de agua. Ciertos objetos también son afectados por la física, con ciertas habilidades como Telekinesis aprovechándose de ella.
Otra nueva adición a la serie es la inclusión de cuatro clases diferentes; Soldier, Scout, Scientist y Heavy. Los soldados siguen la plantilla estándar con estadísticas completas. Los Scouts son capaces de moverse y saltar más rápido y caer más antes de recibir daño, pero tienen ataques menos poderosos. Los científicos pueden producir mejores armas y equipo y premiar a los otros gusanos en el equipo un bono de salud cuando su turno viene alrededor. Por último, Heavys son lentos, pero tienen ataques más poderosos y pueden tener más daño. El juego ofrece opciones para un solo jugador, multijugador y juego en línea. También hay varias opciones de personalización para cambiar apariciones de gusano, reglas de partida, cargas de armas y apariciones en escenarios.

## Desarrollo
El juego se basa en los juegos 2D Worms originales. El 30 de marzo de 2012, anunciaron Worms Revolution con un motor completamente nuevo.
El 26 de mayo de 2012, la compañía anunció que Matt Berry y Dean Wilkinson estaban trabajando en el juego. Wilkinson proporcionó el guion, y Berry narró como ficticio documental de la fauna Don Keystone.

## Recepción
IGN dio al juego una puntuación de 8,5, elogiando su divertida jugabilidad y su enorme potencial de personalización, mientras criticaba algunos de los objetos de la física. XBLAFans le dio al juego una puntuación de Try It !, elogiando la fiesta de juego, clases y objetos de agua y física, mientras criticaba la campaña y los menús. GamesRadar dio al juego una puntuación de 70/100, elogiando el juego estratégico, las opciones de personalización y el encanto de la firma, la personalidad y el humor, mientras que criticaba el énfasis en la física y la dificultad.